# Ludwik Krzewiński
Artykuł ten został zgłoszony do umieszczenia na stronie głównej w rubryce „Czy wiesz”.
Pomóż nam go sprawdzić: oceń zgłoszoną nominację.
Ludwik Krzewiński (ur. 19 maja 1898 w Sułkowszczyźnie, zm. 12 marca 1971 w Nowym Jorku) – major lekarz Wojska Polskiego, doktor wszech nauk lekarskich, specjalista i popularyzator wiedzy w zakresie gazoznawstwa, pionier polskiej narkoanalizy, twórca tzw. "zastrzyków Krzewińskiego".

## Życiorys

### Wczesne lata i I wojna światowa
Urodził się jako Ludwik Kawałek w rodzinie Jana Kawałka i Matrony z domu Sawczuk.
Ukończył szkołę powszechną im. Sienkiewicza oraz IV Państwowe Gimnazjum im. Jana Długosza we Lwowie. Podczas nauki angażował się w działalność Towarzystwa Gimnastycznego "Sokół"  oraz harcerstwa. W latach 1913-14 odbył kurs instruktorów harcerskich. Działał też w Towarzystwie Szkoły Ludowej, w którym prowadził kursy czytania i pisania dla analfabetów.
Po wybuchu I wojny światowej chciał wstąpić do Legionów Polskich, nie został jednak przyjęty ze względu na wiek i stan fizyczny. Później prowadził zbiórkę środków finansowych na rzecz Legionów. Po zajęciu Lwowa przez Rosjan został aresztowany, pobity i tymczasowo umieszczony w obozie jenieckim. Po odzyskaniu Lwowa przez Austriaków, w maju 1916 został wcielony do 19 Pułku Piechoty Obrony Krajowej i trafił na front galicyjski. Działał w Polskiej Organizacji Wojskowej. 
W sierpniu 1918 został skierowany na kurs Szkoły Oficerów Młodszych Piechoty XI. Korpusu w Kamionce Strumiłowej, gdzie 1 listopada 1918 został rozbrojony i aresztowany przez Ukraińców podczas Czynu listopadowego. Zbiegł z niewoli i w grudniu 1918 wrócił do Lwowa, gdzie wstąpił do Wojska Polskiego i objął funkcję telefonisty w 5 Pułku Artylerii Polowej, z którym wziął udział w bitwie o Lwów i w wojnie polsko-ukraińskiej.

### W służbie sanitarnej II Rzeczpospolitej
W okresie październik-grudzień 1919 odbył kurs dla medyków wojskowych we Lwowie, po czym został przydzielony do batalionu sanitarnego i objął funkcję medyka na oddziale wenerycznym w Szpitalu Załogi w Wilnie. W październiku 1920 został awansowany na stopień podporucznika sanitarnego i objął funkcję dowódcy oddziału uzupełnień i taboru III Kompanii Zapasowej Sanitarnej. Później został odkomenderowany na studia medyczne na Wydziale Lekarskim Uniwersytetu Jana Kazimierza we Lwowie. W 1922 został awansowany na stopień porucznika sanitarnego, a w 1924 na porucznika podlekarza.
W 1927 uzyskał dyplom doktora wszech nauk lekarskich i stopień porucznika lekarza. Podczas studiów pełnił funkcje: zastępcy naczelnego lekarza 43 Pułku Strzelców Legionu Bajończyków w 1922, młodszego lekarza 14 Pułku Ułanów Jazłowieckich w 1923, w 1925 4 Pułku Ułanów Zaniemeńskich i 17 Pułku Piechoty oraz w 1926 5 Pułku Strzelców Podhalańskich. W 1924 uczestniczył w 8-tygodniowym kursie aplikacyjnym w Wojskowej Szkole Sanitarnej w Warszawie.
Po uzyskaniu dyplomu lekarza został przydzielony do 6 Batalionu Sanitarnego we Lwowie, gdzie objął funkcję instruktora ratownictwa gazowego. W kwietniu 1929 został skierowany na 12-miesięczny kurs z ratownictwa i lecznictwa zagazowanych w Wojskowym Instytucie Przeciwgazowym (WIPgaz) w Warszawie. W 1930 został awansowany na stopień kapitana. 
Po ukończeniu kursu został przeniesiony do WIPgaz na stanowisko eksperymentatora. Jego praca w Instytucie była bardzo pozytywnie oceniania przez przełożonych. W 1931
kierownik III Działu WIPgaz ppłk Karol Borczowski wystawił mu taką opinię:

Ambitny, energiczny o dużej inicjatywie, w wykonywaniu obowiązków pilny i sumienny, charakter szczery, względem kolegów przyjacielski i gotów do usług, służbę wojskową pojmuje ideowo z b. dużem poczuciem honoru. […] Bardzo duża inteligencja i zdolności logicznego wnioskowania. […] Bardzo dobry wykładowca o wybitnych zdolnościach instruktorskich, fachowo wyszkolony b. dobrze. Tajemnice zachowuje poważnie. Ogólna ocena: wybitny

Problematyka gazów bojowych stała się jego głównym zainteresowaniem naukowym, poświęcił jej wiele publikacji, pisał podręczniki dla ludności cywilnej, wygłaszał publiczne odczyty i wykłady, prowadził kursy i szkolenia, opracowywał zestawy i opatrunki przeciwgazowe. Za działalność na tym polu został w 1933 odznaczony Srebrnym Krzyżem Zasługi.
Ze względu na zdolności pedagogiczne, jesienią 1931 został przeniesiony do Centrum Wyszkolenia Sanitarnego (CWSan) na stanowisko wykładowcy gazoznawstwa i ratownictwa przeciwgazowego. Od czerwca 1932 pełnił także funkcję zastępcy dowódcy kursu stażystów. Również na tych stanowiskach spotkał się z pozytywnym odbiorem przełożonych. W 1933 komendant CWSan gen. bryg. dr Jan Kołłątaj-Srzednicki żegnał go słowami:

Kpt. dr. Ludwik Krzewiński, wykładowca ratownictwa przeciwgazowego CWSan., został przeniesiony do Sztabu Głównego. W czasie swej służby w CWSan. kpt. dr. Krzewiński dał się poznać, jako rutynowany wykładowca i wybitny fachowiec w dziedzinie
gazoznawstwa i ratownictwa przeciwgazowego; duża wiedza i wielkie zdolności pedagogiczne kpt. dr. Krzewińskiego zjednały Mu ogólne uznanie przełożonych, kolegów
i słuchaczy.

### Praca w II Oddziale Sztabu Głównego
1 grudnia 1933 przeszedł do Samodzielnego Referatu Technicznego (SRT) Oddziału II Sztabu Głównego. SRT był jednostką zajmującą się zagadnieniami technicznymi wspierającymi pracę wywiadu i kontrwywiadu wojskowego, np. wytwarzaniem gazów bojowych, materiałów wybuchowych, trucizn, metodami fałszowania i kopiowania dokumentów, tworzenia i wykrywania podsłuchów. W ramach SRT Krzewiński objął kierownictwo Referatu Lekarsko-Badawczego, któremu przewodził do wybuchu II wojny światowej. Pod koniec 1938  odbył kurs doszkalający oficerów sztabowych w CWSan, a w 1939 został awansowany na stopień majora.

### "Zastrzyki Krzewińskiego"
Referat Lekarsko-Badawczy zajmował się badaniami nad stosowaniem technik manipulacyjnych, ekspertyzą grafologiczną i fizjonomiczną oraz narkoanalizą, w tym badaniem i wytwarzaniem substancji służących łamaniu oporu osób przesłuchiwanych. Referat wytwarzał tzw. „zatrzyki Krzewińskiego“, mające pełnić funkcję serum prawdy. 
Krzewiński był twórcą substancji używanej w zastrzykach i początkowo osobiście je wykonywał. Zastrzyki te stosowano w latach 1935-1939 podczas przesłuchań osób podejrzanych o szpiegostwo i dywersję. Według prof. Jana Widackiego „zastrzyki Krzewińskiego” cieszyły się popularnością wśród oficerów kontrwywiadu. Ich stosowanie udokumentowano m. in. w Samodzielnych Referatach Informacyjnych Dowództw Okręgów Korpusu w Brześciu nad Bugiem, Grodnie, Poznaniu oraz Toruniu. Liczba wykonanych zastrzyków oraz osób przesłuchiwanych z użyciem środków farmakologicznych nie jest znana.

### II wojna światowa i dalsze losy
Po wybuchu II wojny światowej został ewakuowany z Warszawy na wschód, a później do Rumunii i kolejno do Francji. Zajął stanowisko szefa służby zdrowia 1 Dywizji Grenadierów, z którą przeszedł szlak bojowy francuskiej wojny obronnej 1940. Po rozwiązaniu jednostki trafił do niewoli niemieckiej. Udało mu się zbiec z niewoli, dostał się do Marsylii, skąd drogą morską dotarł w listopadzie 1941, poprzez Sajgon, do Filipin. Po dołączeniu Amerykanów do II wojny światowej pracował w kwatermistrzostwie wojskowym jako kierowca ciężarówki. Po japońskiej inwazji na Filipiny został internowany w obozie jenieckim Santo Tomas w Manili, gdzie pełnił
funkcję pomocnika szefa służby medycznej, a później w obozie Cabanatuan, gdzie został szefem Służby Medycznej.
Po wyzwoleniu Filipin przez Amerykanów dostał się do USA i zamieszkał na stałe w Nowym Jorku. Niedługo po przybyciu do USA został przesłuchany przez wywiad wojskowy (Military Intelligence Service). Amerykanie byli zainteresowani polskimi badaniami nad bronią biologiczną oraz wiedzą polskiego wywiadu na temat takiej broni w ZSRR, Niemczech i Japonii. W USA używał nazwiska Ludwik Kerstyn Krzewiński oraz Louis Kerstyn. W 1952 uzyskał obywatelstwo amerykańskie.
Zmarł 12 marca 1971 w Nowym Jorku i został pochowany na cmentarzu St. Charles.

### Śledztwo i proces w sprawie SRT
W latach 1951-1952 Ministerstwo Bezpieczeństwa Publicznego przeprowadziło śledztwo dotyczące przedwojennej działalności SRT. Śledztwem zaocznie objęty był również Krzewiński, ale uniknął kontaktu z wymiarem sprawiedliwości PRL ze względu na pobyt w USA. Zeznania pracowników SRT wskazywały na jego udział w tworzeniu środków osłabiających wolę oraz trucizn. Czworo pracowników Referatu oskarżono o prowadzenie eksperymentów na ludziach, morderstwa i współudział w morderstwach. W 1953 zostali oni skazani na kary od 3 do 14 lat więzienia.

## Życie prywatne
W 1930 zmienił nazwisko z Kawałek na Krzewiński. 
9 grudnia 1930 w Warszawie ożenił się z Jadwigą Ehrlich, z którą miał syna Ryszarda Jaromira ur. w 1933. Żona i syn dołączyli do niego w USA w 1948.

## Publikacje
- Apteki a zagadnienie wojny lotniczo-gazowej (Przegląd Obrony Przeciwlotniczej i Przeciwgazowej, nr 8/1938).
- Budujmy kąpieliska wiejskie, Warszawa 1937.
- Drużyny ratowniczo-sanitarne i ich praca w terenie, w: Vademecum Obrony Przeciwlotniczej i Przeciwgazowej Ludności Cywilnej, Warszawa 1936.
- Lekarze a wojna gazowa (Lot Polski, nr 3/1932).
- Obrona przeciwgazowa szpitala i organizacja ratownictwa, 1933.
- O możliwościach walki z tlenkiem węgla, Warszawa 1934.
- Pierwsza pomoc w zatruciach gazami bojowymi, Lwów-Warszawa 1928.
- Ratunku! Gaz!, Warszawa 1936.
- Spostrzeżenia nad działaniem chinino-phytiny "Ciba" (Warszawskie Czasopismo Lekarskie, nr 20/1928).
- Tablica ratownictwa przeciwgazowego, Warszawa 1938.
- Tablica toksykologiczna gazów bojowych, Warszawa 1938.
- Toksykologia tlenku węgla, Warszawa 1931.
- Wieś w obliczu wojny, Warszawa 1936.
- Zapobieganie oparzeniom iperytowym (Przegląd Obrony Przeciwlotniczej i Przeciwgazowej, nr 1/1935).

## Odznaczenia[12]
- Medal Niepodległości
- Srebrny Krzyż Zasługi
- Medal Pamiątkowy za Wojnę 1918–1921
- Medal Dziesięciolecia Odzyskanej Niepodległości
- Odznaka pamiątkowa „Orlęta”
- Krzyż Wojskowy Karola (Austro-Węgry)

## Awanse oficerskie
- podporucznik 1920
- porucznik 1922
- kapitan 1930
- major 1939